# Espintariscopio
El espintariscopio, descubierto por el científico William Crookes en 1903, fue el primer detector de escintilaciones (emisión muy breve de luz producida por el impacto de radiaciones ionizantes o fotones sobre una sustancia luminiscente) y permitió, por primera vez, observar el efecto del choque de partículas alfa con una pantalla fluorescente, lo que produce tenues destellos luminosos, visibles a simple vista después de un breve período de adaptación a la oscuridad.

## Invención
Al parecer, Crookes descubrió este efecto al volcar por accidente una pequeña cantidad de bromuro de radio encima de una pantalla fluorescente de sulfuro de cinc. Puesto que en su época esta sustancia era extraordinariamente valiosa procuró recoger, con la ayuda de una lupa, incluso la más minúscula cantidad y observó que, a oscuras, se podían ver pequeñas zonas centelleantes (".. como un mar turbulento..") en aquellos puntos de la pantalla sobre los que había trazas de la sal radioactiva. A partir de esta observación, construyó su espintariscopio: un tubo provisto de una pantalla fluorescente, a una pequeña distancia de la cual se colocaba una minúscula cantidad de una sal de radio, con una lente a una distancia ajustable para observar las escintilaciones con nitidez.

## Funcionamiento
Un espintaroscopio consiste en una pequeña cantidad de material radiactivo que proyecta sus partículas sobre una pantalla fluorescente. La pantalla se coloca en el fondo de un tubo para preservarlo de la luz con una lente en el otro extremo para observar mejor los destellos. El choque de cada partícula alfa con una pantalla fluorescente produce tenues destellos luminosos, visibles a simple vista después de un breve período de adaptación a la oscuridad.